# 풍이 (사람)

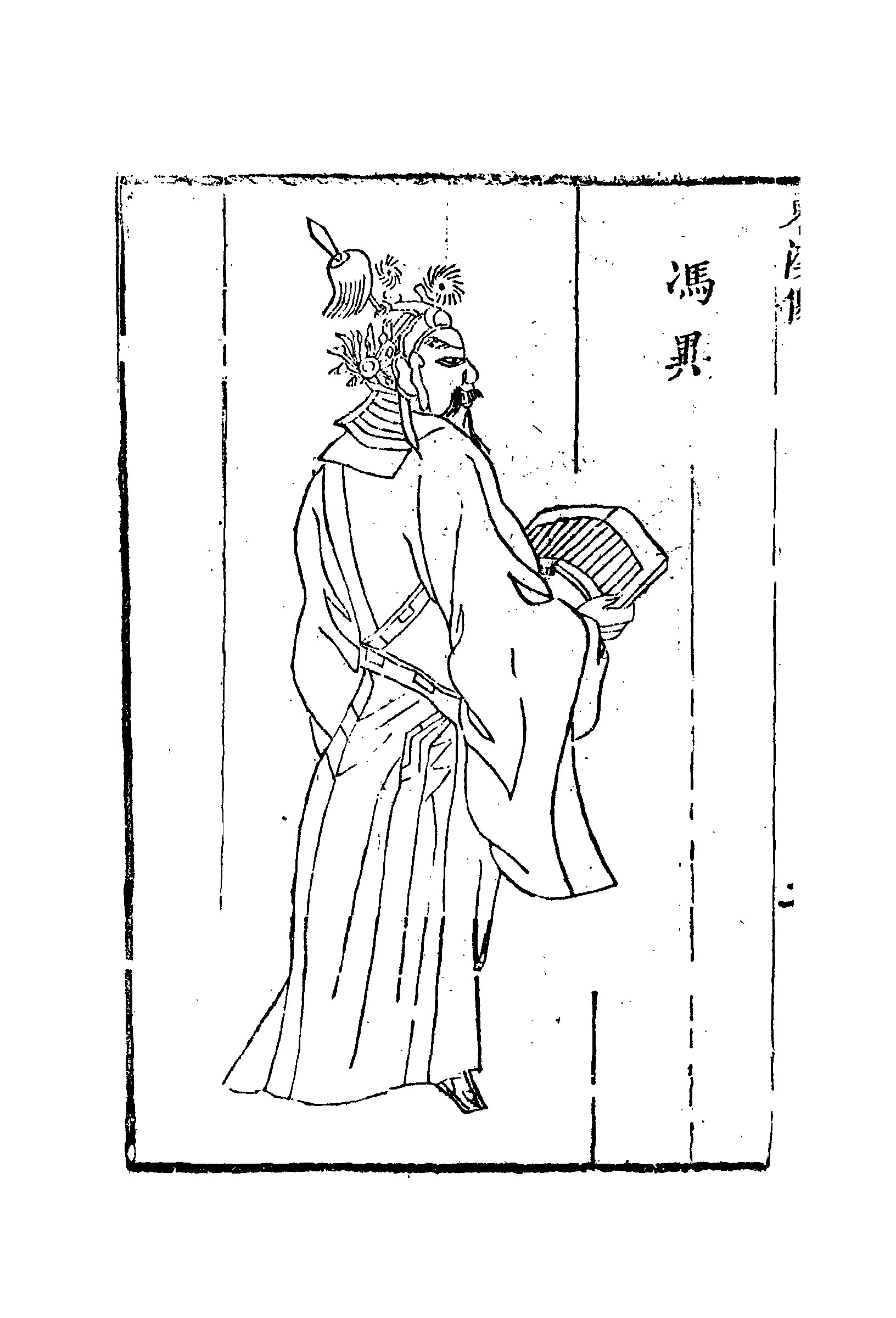
풍이

풍이(馮異, ? ~ 34년)는 중국 양한교체기 시기(신나라·현한 ~ 후한 초기)의 무장이자 후한의 개국공신·복벽공신으로, 자는 공손(公孫)이며 영천군 부성현(父城縣, 지금의 하남성 평정산시 보풍현) 사람이다. 운대 28장 중 서열 제7위이다.
적미군에 결정적인 패배를 안겨주었고, 채준 사후 그를 대신해 내흡의 밑에서 대 외효·외순 원정군을 이끌었으나 도중에 병사했다.
작위는 양가후(陽夏侯), 시호는 절(節)로 합하여 양가절후(陽夏節侯)다. 대수장군(大樹將軍)이라는 별명이 있다.

## 생애

### 광무제의 초창기 속관
처음에는 신나라의 영천군 군연(郡掾)으로 다섯 현을 감독하고, 현한이 일어나 신나라를 공격하자 부성현장 묘맹(苗萌)과 함께 부성을 굳게 지켜 10여 차례 막아냈다. 당시 현한의 일개 장수인 광무제의 영천군 공격도 막아냈으나 몰래 관할 현을 둘러보러 나왔다가 사로잡혔다. 현한을 따르는 종형 풍효(馮孝)와 동향 사람 정침·여안(呂晏)의 추천으로 광무제에게 투항했고 풀려나와서는 묘맹도 설득해 항복시켰다.
광무제는 풍이를 주부로, 묘맹을 종사로 삼았고, 풍이는 같은 고을 사람인 요기·숙수·단건(段建)·좌륭(左隆) 등을 추천하니 광무제는 이들을 모두 연사로 삼아 함께 낙양에 이르렀다.
(풍이가 현한에 넘어간 시기를 정확하게 알 수는 없지만, 한 경시제가 광무제의 형 유인을 주살했을 때 광무제는 영천군 영양현을 함락하고 풍이가 지키는 부성현에 있다가 형의 일 때문에 경시제에게 직접 가서 사과해야 했다. 그리고 그 후 음력 9월 경술일에 신나라 황제 왕망이 살해됐고, 경시제가 낙양을 수도로 삼기 위해 광무제를 사례교위로 임명해 낙양을 정비하게 했다. 광무제가 풍이·묘맹·요기 등을 속관으로 삼은 것이 사례교위로서 낙양을 정비하러 가는 길에 행한 것이므로 이 무렵의 일로 생각된다.)
현한에서 광무제의 하북 파견을 놓고 논의할 때, 당시 유력한 관료인 좌승상 조경·상서 조후(曹詡) 부자 중 조후의 마음을 얻도록 광무제에게 조언하여 하북 원정이 실현되는 데에 도움을 줬다.

### 하북 원정
광무제가 하북으로 가 한단에 이르자, 광무제에게 조언해 요기와 함께 속현들을 순행하며 위무하고 죄인들을 처벌하며, 몰래 광무제를 따르는 자와 따르지 않는 자의 명단을 정리했다. 광무제가 한단을 떠나자 한단에서 왕랑이 전한 성제의 아들 유자여를 사칭하고 거병하고, 광무제에게 10만 호의 현상금을 걸었다. 경시 2년(24년), 계에 이른 광무제가 왕랑에게 호응한 이들의 공격을 피해 굶주리며 달아나 요양현의 무루정(無蔞亭)에 있을 때 콩죽을 올렸고, 다시 남궁(南宮)으로 달아나 큰 비바람을 만났을 때 땔감을 가져와 등우가 불을 피우고 광무제는 젖은 옷을 말렸다. 그리고 굶주린 무리들에게 풍이가 보리밥과 토견(菟肩)을 주어 먹게 해, 무리는 호타하를 건너 신도군에 이를 수 있었다. 풍이는 광무제의 명으로 하간군의 병사를 거둬들여, 돌아와서는 편장군이 되었고, 광무제가 왕랑을 무찌른 후에는 응후에 봉해졌다.
중산군 북평현에서 농민반란군 철경(鐵脛)을 무찔렀고, 흉노의 우림답퇴왕(于林闟頓王)의 항복을 받아냈고, 광무제의 하북 평정에 종군했다.

### 현한과의 싸움
현한의 무음왕 이일(李軼)·늠구왕 전립(田立)·대사마 주유·백호공 진교(陳矯)가 함께 호왈 30만을 거느리고 하남태수 무발(武勃)과 함께 낙양을 수비하자, 광무제의 땅 중 위군과 하내군만이 전란을 겪지 않았으므로 위군과 하내군의 전력을 바탕으로 현한에 맞섰는데 풍이는 맹진장군(孟津將軍)이 되어 하내태수가 된 구순과 함께 이 일을 맡았다.
풍이는 편지를 보내 이일을 꾀는 한편, 천정관(天井關)과 상당군을 점령했고, 남하해 성고현 동쪽 13현을 취했다. 이일은 형세를 보고 현한을 배반하기로 결심했다. 무발이 풍이의 수작질에 넘어간 배반자들을 치러 1만여 명을 끌고 나오자, 풍이는 강을 건너 무발을 하남군 사향정(士鄕亭)에서 격파했고, 이일은 성문을 닫고 무발을 구원하지 않았다. 풍이는 편지가 효험이 있는 것을 확인하고 광무제에게 보고했는데, 광무제가 일부러 주유에게 이일이 배반한 것을 알게 해 주유가 이일을 죽였고 풍이는 혼란에 빠진 적들의 투항자들을 받아들였다.
25년 봄, 광무제가 북쪽으로 향하는 것을 본 주유가 풍이와 구순이 고립됐다고 보고 공격에 나서, 토난장군 소무(蘇茂)와 부장 가강(賈彊)에게 온현을 치게 하고 주유 본인은 평음현을 쳐 풍이의 움직임을 봉쇄하려 했다. 이에 교위를 구순에게 보내 함께 소무를 치게 하고 자신은 황하를 건너 주유를 치니, 모든 전선에서 광무제 군이 현한 군에 이겨 가강은 전사하고 소무와 주유는 낙양성으로 달아났다.
승전 후, 호현에 있는 광무제를 찾아가 제위에 오를 것을 권하고, 26년 봄에는 양가후에 봉해졌다. 양책의 도적 엄종(嚴終)과 조근(趙根)을 무찔렀다.

### 적미, 연잠, 성가 격파
삼보 정벌을 맡은 등우가 연이어 지자, 등우를 대신해 삼보 정벌을 맡았다. 지나가는 길에 홍농군의 군도들을 투항시키고, 홍농군 화음현에서 적미와 만나 60여 일간 수십 차례 교전하며 유시(劉始)·왕선(王宣) 등의 항복을 받았다. 27년 봄, 정서대장군에 임명되었고, 등우·거기장군 등홍(鄧弘)과 합류했다. 등우·등홍이 바로 싸우려 하자, 홍농군 민지현에 있는 광무제와 동서에서 함께 적미를 치는 게 좋겠다며 만류했으나 등우·등홍은 듣지 않았다. 먼저 등홍이 적미의 거짓 항복에 속아 대패하자 이를 등우와 함께 구원하고, 등우가 다시 싸우려는 것을 만류했으나 등우가 듣지 않아 또 대패했다. 등우는 홍농군 의양현으로 달아났고, 풍이도 말을 버리고 회계(回谿)의 비탈을 올라가 군사를 수습해 수만 명을 모았다. 적미와 함께 싸울 날짜를 정하고, 장사들에게 적미의 옷을 입혀 길 곁에 숨겨두었다. 날이 밝아 적미가 1만 명으로 선두를 공격하자, 일부러 적은 군사로 구원했고, 이를 본 적미는 풍이가 약하다 여겨 전 군대를 이끌고 풍이를 공격했다. 날이 저물어 적미의 기세가 쇠하자, 복병을 일으켜 적미를 쳤다. 적미는 같은 옷을 입은 군대의 공격을 받자 혼란해져 무너졌고, 이를 추격해 효산(崤山) 밑에서 격파해 남녀 8만 명의 항복을 받았다. 나머지 적미는 동쪽으로 달아나다 의양에서 투항했다. 광무제는 새서를 내려 풍이의 공을 치하했다.
적미가 격파된 뒤에도 삼보에는 군웅들이 할거하고 있었는데, 이들 중 무안왕을 자칭한 연잠에게 종속된 임량(任良)과 장한(張邯)의 공격을 받았으나 상림원에서 이를 무찔렀고, 연잠이 달아나 남양군 석현을 치자 복한장군(復漢將軍) 등엽(鄧曄)과 보한장군(輔漢將軍) 우광(于匡)을 보내 연잠을 격파하고 장군 소신(蘇臣) 등 8천여 명이 풍이에게 항복하니 연잠은 결국 관중을 포기하고 남양군으로 도주했다. 그러나 당시 굶주림이 심해 사람이 사람을 잡아먹고 도로가 끊겨 과실로 군량을 삼았었다. 광무제가 조광(趙匡)을 우부풍으로 삼아 풍이를 돕고 군량을 보낸 후에야 식량 사정이 점차 좋아졌고, 광무제를 따르지 않는 군웅은 주살하고 따르는 자는 우두머리는 낙양으로 이주시키고 추종자들은 해산하여 자신들의 본업으로 돌려보냈다. 마침내 성나라에 투항한 여유·장한·장진(蔣震)을 제외하면 관중은 광무제에게 평정되었다.
28년, 성나라의 장수 정오(程烏)가 여유를 돕기 위해 진창으로 나오자, 우부풍 조광과 함께 정오를 무찔러 한중으로 퇴각하게 하고, 퇴로에 있는 기곡에서 한 번 더 무찔렀다. 돌아와서는 여유를 격파했다. 이후에도 성나라에서 관중을 여러 차례 침공했으나 모두 막아냈다.

### 참소를 받다
풍이는 상림원에 주둔하며 백성들을 불러모아 상림 땅을 번성하게 했다. 그러나 오랫동안 원정하고 있었으므로 조정에 돌아가기를 구했지만 광무제가 들어주지 않았다. 한편 어떤 사람이 광무제에게 장(章)을 올려 풍이가 관중을 전제하며 장안현령을 베고 위세와 권세가 크므로 백성들의 마음을 얻어 '함양왕'이라 불린다고 했다. 광무제는 이 장을 풍이에게 보여줬고, 풍이는 두려워해 광무제에게 사죄의 글을 올렸으며 광무제도 풍이를 의심하지 않는다는 답을 보냈다. 30년 봄에 풍이는 입조해 광무제를 알현했고, 광무제는 공경들에게 풍이를 칭찬했으며 중황문을 시켜 보물과 의복과 전백을 하사했다. 그리고 무루정에서 콩죽을 올리고 호타하에서 보리밥을 먹인 공로를 언급했다. 촉(당시 촉 지방에는 독립 정권인 성나라가 있었다) 원정을 의논하며 10여 일을 보냈으며, 광무제가 영을 내려 풍이의 처자도 풍이와 함께 돌아가게 했다.

### 외효·외순과의 전쟁
30년 여름, 광무제가 농(隴)의 외효를 쳤으나 져, 순읍현에 주둔하라는 명령을 받았다. 그런데 도착하기 전에 이미 승세를 탄 외효가 왕원과 행순(行巡)에게 2만 군을 보내 농을 평정하고 행순이 따로 나아가 역시 순읍현으로 진군했다. 풍이는 행순보다 먼저 순읍성에 도착하기 위해 서둘러 진군해, 승세를 탄 외효군과의 교전을 꺼리는 의견을 반박하고 몰래 순읍성으로 들어가 군대가 없는 척 숨겼다. 나중에 행순이 도착하자, 행순을 기습해 놀라 달아나는 행순군을 추격해 대파했다. 한편 채준도 왕원을 견(汧)에서 격파해, 외효에게 복종하던 북지군의 여러 호족들이 이 후한의 승전으로 연해 후한으로 편을 갈아탔다. 광무제의 명으로 북지군 의거현으로 진군하고, 아울러 북지태수의 임무를 맡았다(영북지태수사). 청산호(靑山胡)의 항복을 받고, 대나라 왕 노방의 장군 가람(賈覽)과 흉노의 욱건일축왕(薁鞬日逐王)을 무찔렀다. 상군과 안정군도 항복해 안정태수의 임무도 맡았다(영안정태수사). 33년 봄에 채준이 죽자, 수정로장군(守征虜將軍)으로서 채준의 군영도 아울러 맡았다. 외효가 죽고 아들 외순이 후계자가 되어 천수군 기현에 웅거하고, 공손술이 조광(趙匡) 등을 보내 외순을 구원하려 했다. 풍이는 광무제의 영으로 천수태수를 대행하고(행천수태수사), 조광 등과 1년간 싸워 34년 여름 마침내 조광 등을 베었다. 나아가 기를 쳤으나 함락하지 못해, 제장들이 돌아가려 했으나 뜻을 굽히지 않고 오히려 친히 선봉에 섰다. 제장들과 낙문취(落門聚)를 공격했으나 함락하지 못하고, 여름을 넘기지 못하고 병들어 군중에서 죽었다. 시호를 절(節)이라 했다.

## 인물
자신을 내세우지 않고 겸손해, 장군들과 마주치면 수레를 비켜섰다. 장군들이 서로 군공을 논할 때마다, 항상 자리를 슬그머니 피해 나무 밑으로 숨었다. 그래서 군중에서 '대수장군'(大樹將軍)이라 불렸다. '장군'의 다른 이름인 '대수'(大樹)는 이 풍이의 별명에서 유래했다.

## 참고 문헌
- 범엽: 《후한서》 권17 풍잠가열전 중 풍이